# Sonique
Sonia Marina Clarke  (Londres, 21 de junio de 1965), más conocida por su nombre artístico Sonique, es una cantante y DJ británica, conocida por su exitosa carrera en el mundo de la música dance.
Se dio a conocer al público como miembro de la banda de dance S'Express a principios de la década de 1990, pero el estrellato le llegó como solista a principios y mediados de la década de los 2000. Durante este periodo, cosechó éxitos como "It Feels So Good", "Sky", "I Put a Spell on You" y "Can't Make Up My Mind", y en 2001 ganó el premio BRIT a la mejor solista femenina británica.

## Biografía

### 1965 – 1983: Infancia
Clarke nació en el barrio londinense de Crouch End, en una familia originaria de Trinidad y Tobago. Se aficionó a la música escuchando la colección de discos de R&B de su madre. El primer disco que compró fue el de Donna Summer, que incluía la canción I Feel Love. Cuando Sonique tenía 16 años, su madre se volvió a casar y decidió volver a Trinidad, pero ella no quiso acompañarla y decidió quedarse en Inglaterra.

### 1983 – 1991: primeros pasos en la música
A los 17 años, un amigo la animó a probar suerte como cantante. Sonique fundó un grupo de reggae llamado Fari y escribió ella misma algunas de las canciones. Tras la disolución del grupo, Sonique se puso como objetivo firmar un contrato discográfico. En 1985, grabó su primer single, Let Me Hold You, publicado por Cooltempo. La canción entró en el Top 40 del UK Dance Chart.
En 1990, participó en el tema "Zombie Mantra", incluido en el álbum Set the Controls for the Heart of the Bass, el primer disco del proyecto Bass-O-Matic de William Orbit. Poco después, volvió a formar equipo con el DJ Mark Moore, unos años después de poner voz a S'Express. El dúo de dance-pop llegó a las listas de éxitos del Reino Unido con sencillos como "Nothing to Lose". Aunque el grupo se disolvió, mantuvo su amistad con Mark Moore, y poco después, éste le regaló un tocadiscos y una mesa de mezclas con los que empezó a experimentar.

### 1997 – 2001: carrera como DJ
Durante tres años, acompañó a Mark Moore y a su amigo de la infancia Judge Jules en sus conciertos. Más adelante firmó un contrato con el sello londinense Serious Records, con quien lanzó el sencillo I Put A Spell On You, producido por Chris Allen y el ex-teclista de Wang Chung, Graeme Pleeth. Trabajó como DJ en el Club Manumission de Ibiza entre 1997 y 1999.
En 1998, el sello británico Fantazia se puso en contacto con ella para que mezclara uno de los discos del álbum Fantazia British Anthems Summertime, que alcanzó la categoría de oro en el Reino Unido. Sonique publicó su álbum debut en solitario Hear My Cry en 1998. Cuando se reeditó en el año 2000, el exitoso sencillo It Feels So Good lideró en mayo y junio las listas del Reino Unido, donde se mantuvo durante 3 semanas consecutivas. Tras 14 semanas en el Top 40, se convirtió en el tercer sencillo más vendido en el Reino Unido en el año 2000. Al año siguiente, tras el éxito de It Feels So Good, se consagró con Sky, y decidió retirarse del mundo de los DJ y centrarse más en su faceta de cantante. Después de terminar el álbum Born to Be Free, volvió a la profesión de DJ, aunque sólo en ocasiones especiales.

### 2002 – 2006:On Kosmo
En 2004, Sonique anunció que estaba preparando un nuevo álbum llamado On Kosmo. El primer sencillo del álbum, Another World, alcanzó el número 57 en Alemania en 2004. Sin embargo, Why, publicado en la primavera de 2005, sólo alcanzó el puesto 90. El tercer sencillo del álbum iba a ser Alone , pero al aplazarse el álbum con respecto a la fecha programada (febrero de 2006), se canceló. Tras el anuncio de la nueva fecha de lanzamiento del álbum (29 de septiembre de 2006), se eligió el tema Sleezy como único single, pero tras un segundo aplazamiento del álbum este sencillo también se canceló. Cuando finalmente On Kosmo salió  a la venta, el 13 de noviembre de 2006, no cosechó un gran éxito en el Reino Unido, aunque Sonique fue invitada a los World Music Awards de 2006, celebrados en Londres.

### 2007 – actualidad
En 2007, cuando terminó el trabajo de promoción de On Kosmo, Sonique anunció que seguiría realizando giras por Europa, pese a la mala acogida que había tenido el álbum. El 5 de octubre de 2008 se filtró en Internet un adelanto del nuevo material en el que había estado trabajando, titulado Better Than That. Dada la buena acogida de esta "filtración", el tema se publicó para su descarga en varios portales de descarga legal de MP3.
En 2009 le fue diagnosticado un cáncer de mama, del que fue intervenida en una clínica de Londres. Tras la operación, se sometió a quimioterapia durante cinco meses. Ya totalmente recuperada, en 2010 colaboró en una versión de la canción Girls Just Want to Have Fun de Cyndi Lauper, realizada para recaudar fondos para la organización benéfica británica Cancer Research UK.
El 23 de octubre de 2009 se publicó oficialmente el nuevo single World of Change, y el vídeo se colgó en su canal oficial de YouTube. En 2011 se lanzó el álbum Sweet Vibrations, que contiene los sencillos ya publicados Better Than That y World of Change.

## Discografía

### Álbumes
| Año  | Álbum                                                                | UK  | US | AUS |
| ---- | -------------------------------------------------------------------- | --- | -- | --- |
| 1998 | Fantazia British Anthems... Summertime (mixed by Sonique)            | —   | —  | —   |
| 2000 | Serious Sounds of Sonique - In the Mix & on the Mic (live recording) | —   | —  | —   |
| 2000 | Hear My Cry                                                          | 6   | 67 | 50  |
| 2003 | Born to Be Free                                                      | 184 | —  | —   |
| 2006 | On Kosmo                                                             | —   | —  | —   |
| 2011 | Sweet Vibrations                                                     | —   | —  | —   |

### Sencillos
| Año  | Título                                               | Clasificación | Clasificación | Clasificación | Clasificación | Clasificación | Clasificación | Clasificación | Clasificación | Clasificación | Clasificación | Clasificación | Álbum            |
| Año  | Título                                               | UK            | U.S.          | U.S. Dance    | CAN           | IRE           | AUS           | NZ            | ALE           | SUE           | SUI           | AUT           | Álbum            |
| ---- | ---------------------------------------------------- | ------------- | ------------- | ------------- | ------------- | ------------- | ------------- | ------------- | ------------- | ------------- | ------------- | ------------- | ---------------- |
| 1985 | Let Me Hold You                                      | —             | —             | —             | —             | —             | —             | —             | —             | —             | —             | —             | sencillo         |
| 1990 | Nothing to Lose (parte de los S'Express)             | 32            | —             | 9             | —             | —             | —             | —             | —             | —             | —             | —             | Intercourse      |
| 1991 | Find'em, Fool'em, Forget'em (parte de los S'Express) | 43            | —             | —             | —             | —             | —             | —             | —             | —             | —             | —             | Intercourse      |
| 1998 | I Put a Spell on You (Original)                      | 36            | —             | —             | —             | —             | —             | —             | —             | —             | —             | —             | Hear My Cry      |
| 1998 | It Feels So Good (Original)                          | 24            | —             | —             | —             | —             | —             | —             | —             | —             | —             | —             | Hear My Cry      |
| 2000 | It Feels So Good (reeditado)                         | 1             | 8             | 1             | 1             | 2             | 21            | 7             | 2             | 3             | 2             | 2             | Hear My Cry      |
| 2000 | Sky                                                  | 2             | —             | 10            | 7             | 10            | 18            | 48            | 11            | 13            | 18            | 8             | Hear My Cry      |
| 2001 | I Put a Spell on You (reeditado)                     | 8             | —             | —             | 28            | 18            | —             | —             | 70            | 28            | 44            | —             | Hear My Cry      |
| 2003 | Can't Make Up My Mind                                | 17            | —             | —             | —             | —             | —             | —             | —             | —             | —             | —             | Born to Be Free  |
| 2003 | Alive"                                               | 70            | —             | —             | —             | —             | —             | —             | 39            | —             | 80            | 33            | Born to Be Free  |
| 2004 | "Another World" (con Tomcraft)                       | —             | —             | —             | —             | —             | —             | —             | 57            | —             | —             | 75            | On Kosmo         |
| 2005 | Why                                                  | —             | —             | —             | —             | —             | —             | —             | 90            | —             | —             | —             | On Kosmo         |
| 2006 | Sleezy                                               | —             | —             | —             | —             | —             | —             | —             | —             | —             | —             | —             | On Kosmo         |
| 2009 | Better Than That                                     | —             | —             | —             | —             | —             | —             | —             | —             | —             | —             | —             | Sweet Vibrations |
| 2009 | World Of Change                                      | —             | —             | —             | —             | —             | —             | —             | —             | —             | —             | —             | Sweet Vibrations |
| 2010 | Only you (con Paul Morell)                           | —             | —             | —             | —             | —             | —             | —             | —             | —             | —             | —             |                  |
| 2010 | Don't Give A Damn                                    | —             | —             | —             | —             | —             | —             | —             | —             | —             | —             | —             |                  |
| 2010 | Givin It Up                                          | —             | —             | —             | —             | —             | —             | —             | —             | —             | —             | —             |                  |
| 2011 | What You're Doin'                                    | —             | —             | —             | —             | —             | —             | —             | —             | —             | —             | —             |                  |
| 2011 | Tonight'                                             | —             | —             | —             | —             | —             | —             | —             | —             | —             | —             | —             |                  |
| 2013 | Carry On (con Johnny Gerontakis)                     | —             | —             | —             | —             | —             | —             | —             | —             | —             | —             | —             |                  |
| 2017 | Don't Put Me Down                                    | —             | —             | —             | —             | —             | —             | —             | —             | —             | —             | —             |                  |
| 2017 | Feels So Good (Con Ramiro)                           | —             | —             | —             | —             | —             | —             | —             | —             | —             | —             | —             |                  |
| 2018 | Melody (Con Mauro Picotto)                           | —             | —             | —             | —             | —             | —             | —             | —             | —             | —             | —             |                  |
| 2019 | Shake (feat. Power of Muzik)                         | —             | —             | —             | —             | —             | —             | —             | —             | —             | —             | —             |                  |